# 巴拉巴舍夫卡河
巴拉巴舍夫卡河（俄语：Река Барбашевка），前称蒙古河（俄语：Река Большой Монгугай），是滨海边疆区的河流，源起蓝崖山西坡，长61公里，流域面积576平方公里，注入阿穆尔湾。落差690米，比降1.01%，入海口处宽10至20米，深1至2米，夏季水位波动幅度可达2米。秋季太平洋鲑洄游产卵。1972年更为现名。支流有波佩列奇卡河、奥夫奇尼科夫河、富溪、第二石灰溪和菲利波夫卡河。

## 引用
1. ↑  . Verumwiki.   [2024-08-14]. （原始内容存档于2023-03-31） （俄语）.
2. ↑  А·П·穆拉诺夫. . 列宁格勒: 气象出版社. 1966 （俄语）.
3. ↑  . 列宁格勒: 气象出版社 （俄语）.
4. ↑  Т·А·基谢尔科瓦娅. . 列宁格勒: 气象出版社. 1977 （俄语）.
5. ↑   (PDF). www.vladcity.com. （原始内容 (PDF)存档于2011-07-17） （俄语）.